# Гӏала
«Гӏала» (чечен. [ɣa:la] — лань; по-русски обычно пишется «Гиала»,что ошибочно, так как буквосочетание «гӏ» в нахских языках передаёт звук [ɣ] — звонкий велярный спирант, похожий на французское [R], а следовательно, звук схожий с русским [и] в названии данного устройства отсутствует) — линейка переносных транзисторных радиоприёмников, выпускавшихся Грозненским радиотехническим заводом в 1970-х — 1980-х годах. Линейка включала в себя приёмники «Гӏала», «Гӏала-402», «Гӏала-404», «Гӏала-407», «Гӏала-408», «Гӏала-410» («Гӏала-310»).

## Гӏала
Радиоприёмник выпускался в период с 1968 по 1971 год. В разработке и производстве участвовали сотрудники Воронежского радиозавода. Впоследствии документация использовалась на Бакинском радиозаводе для выпуска собственного приёмника «Хазар-401». «ГІала» выпускался в различных вариантах внешнего оформления. Всего приёмников этой модели было выпущено 742 тысяч штук.
Приёмник был выполнен по схеме супергетеродина. В схеме использовалось 7 транзисторов и два полупроводниковых диода. Приём осуществлялся на ферритовую антенну в диапазонах длинных и средних волн, при этом чувствительность в первом диапазоне составляла 1 мВ/м, а во втором — 2 1 мВ/м. Избирательность по зеркальному каналу на длинных волнах составляла 40 дБ, на средних — 30 дБ, а по соседнему каналу на длинных волнах — 30 дБ, на средних — 35 дБ. Номинальная выходная мощность 150 мВт, максимальная — 270 мВт. Коэффициент нелинейных искажений — 5 %. Система автоматической регулировки усиления обеспечивала изменение выходного сигнала 5-7 дБ при изменении входного сигнала на 26 дБ. Приёмник питался от двух батарей КБС-Л-0,50. Ток покоя составлял 7 мА, при номинальной мощности — 40 мА. Приёмник сохранял работоспособность при снижении напряжения питания до 3,5 вольт. Без батарей вес приёмника составлял 1,5 кг. Габариты приёмника 255×155×67 мм.

## Гӏала-402
Приёмник выпускался с 1971 года. Схема была собрана на 7 транзисторах и 2 полупроводниковых диодах и аналогична схеме приёмников «Гиала» и «Хазар-401». Приёмник работал в диапазонах длинных и средних волн, при этом чувствительность составляла 1,5 мВ/м в первом диапазоне и 0,8 мВ/м — во втором. Избирательность по зеркальному каналу составляла 30 дБ, а по соседнему — 26 дБ. Громкоговоритель воспроизводил частоты в диапазоне 200-3500 Гц. Приёмник имел номинальную выходную мощность 150 мВт, а максимальную — 300 мВт. Питание осуществлялось от двух батарей КБС-Л-0,5. Приёмник сохранял работоспособность при снижении питания до 4,5 В. Его габариты составляли 255×155×65 мм, вес — 1,5 кг. Цена 31 рубль.

## Гӏала-404
Приёмник выпускался с начала 1973 года. В разработке и производстве участвовали представители Воронежского радиозавода, так как приёмник создавался на основе воронежского радиоприёмника «Альпинист-405». Приёмник был собран по схеме супергетеродина. Электрическая схема практически идентична прототипу. Различия заключаются во внешнем виде и органах управления. Приёмник работал в диапазонах длинных и средних волн. Схема была построена на 7 транзисторах. Чувствительность на длинных волнах — 2 мВ/м, на средних — 1,5 мВ/м, избирательность — 20 и 26 дБ соответственно. Диапазон воспроизводимых частот — 200—3500 Гц. Выходная мощность составляла 300 мВт. Приёмник питался от 6 элементов 373. Габариты приёмника — 262×206×68 мм. Масса с батареями — 1,5 кг. Цена приёмника составляла 29 рублей.

## Гӏала-407
Приёмник 4 класса выпускался с 1977 года. Предназначался для приёма радиостанций в длинноволновом и средневолновом диапазонах. Схема была построена на 10 транзисторах, громкоговоритель 1ГД-39. По сравнению с предыдущей моделью «ГІала-404» имел лучшую избирательность и бо́льшую выходную мощность (номинальная — 0,4 Вт). Гарантийный срок приёмника составлял 24 месяца. Корпус из ударопрочного полистирола имел необычную форму с закругленными углами. Приёмник питался двумя батарейками 3336Л или 6 элементами 343. Динамик воспроизводил звуковые частоты в диапазоне 200 — 3550 Гц. Ферритовая антенна обеспечивала чувствительность в диапазоне длинных волн 1.5 мВ/м, а на средних волнах — 0.8 мВ/м. Селективность по промежуточной частоте — 26 дБ. Приёмник имел габариты 264×170×78 мм. Вес без батареек составлял 1,3 кг.

## Гӏала-408
Приёмник отличался от 407-й модели наличием встроенного блока питания и индикатора настройки. Был выпущен небольшой серией около 300 экземпляров.

## Гӏала-410
Радиоприёмник выпускался с 1980 года. Приёмник работал на длинных и средних волнах. Приём осуществлялся на встроенную ферритовую антенну. Имелись гнёзда для подключения заземления, наружной антенны, внешнего питания, телефонов. Приёмник питался шестью элементами 343, 2-мя батарейками 3336Л или от внешнего источника. Чувствительность на длинных волнах составляла 2 мВ/м, а на средних — 1 мВ/м. Избирательность 26 дБ. Выходная мощность приёмника: номинальная — 0,4 Вт, максимальная — 0,7 Вт. Динамик воспроизводил частоты в диапазоне 200-3550 Гц. Приёмник имел габариты 265×170×78 мм и массу 1,4 кг. Продавался по цене 30 рублей. В 1986 году по новому стандарту приёмник был отнесен к 3-й группе сложности, а не к 4-му классу, как раньше, и далее он выпускался под названием «Гӏала-310».